# Calamoecia viridis
Calamoecia viridis is een eenoogkreeftjessoort uit de familie van de Centropagidae. De wetenschappelijke naam van de soort is voor het eerst geldig gepubliceerd in 1911 door Searle.